# Demă
Demă sau demos (greacă δῆμος) a fost o unitate teritorială și administrativă în Grecia antică și în Imperiul Bizantin. Majoritatea populației libere, cu excepția aristocrației.